# دنیل بار
دنیل بار (انگلیسی: Daniel Bahr؛ زادهٔ ۴ نوامبر ۱۹۷۶) یک سیاست‌مدار اهل آلمان است.